# 門司新報
『門司新報』（もじしんぽう）は、旧門司市で発行されていた日刊紙。

## 歴史

### 創刊

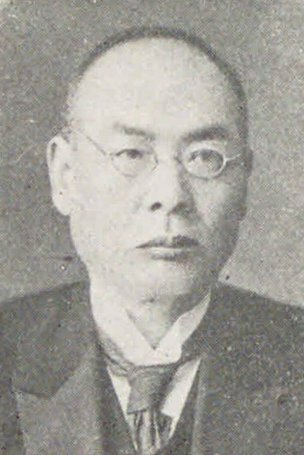
創刊時から編集の中心を担い、津田の後を継いで社長となった毛里保太郎。

門司港（当時、企救郡文字ヶ関村）は、1889年（明治22年）に国の特別輸出港に指定され、続いて鉄道も敷設されたことを機に、急速に発展を始めていた。
門司新報の創業者津田維寧は、明治時代の初代企救郡長を務め、福岡県令安場保和のもとで門司の築港に着手し、産業振興に努めた人物である。門司新報は、社長制をとらず、津田が事実上の社長となった。発行兼印刷人は右田喜久郎、編集人は水町理三郎であったが、実際には、静岡大務新聞にいた毛里保太郎が客員で入社し、編集を担当した。日刊で、ブランケット判4頁、1部1銭5厘、1か月25銭であった。創刊日については、1892年（明治25年）の4月10日説と5月21日説があるが、『地方別日本新聞史』に5月21日の創刊号が掲載されていることから、5月21日と考えられる。当初の販売区域は、小倉、門司が中心であり、対岸の赤間関（下関）にも読者がいたが、部数は1000部に満たなかった。石炭と海事を重視し、「急激に奔らず保守に泥まず厳正中立を厳守し」と宣言し、不偏不党を目指していた。
1936年（昭和11年）の「明治の門司を語る座談会」で、編集長の吉田祝重は「今の新町二丁目坂本病院の前身が本社の建物だった」と、また平田三代蔵は「田圃の中に建つた一軒家であつた」と回想している。

### 発展
津田は、創刊後3年足らずの1894年（明治27年）12月に死去し、毛里が社長を継いだ。日清戦争の戦況報道を機に、朝鮮・満州に本社が近いこともあって、部数を順調に拡大し、1895年（明治28年）には230万部となった。日清戦争後の講和交渉を報じた1895年3月17日の記事には、次のようにある。
門司新報の政治色は、当初は不偏不党を標榜していたが、政党の地方組織化が進むにつれて、立憲政友会寄りとなっていった。

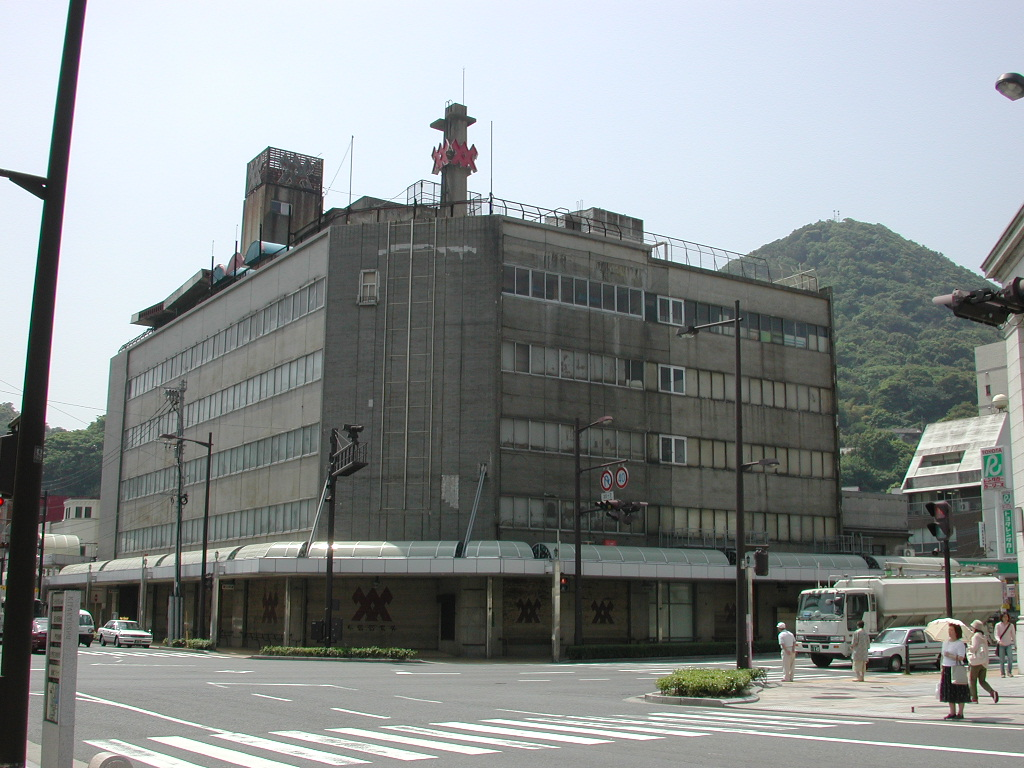
2001年（平成13年）に閉店した百貨店山城屋。桟橋通りの交差点に建つ。現在はマンションとなっている。

1899年（明治32年）11月、6頁の新聞とし、記者・職工の増員、印刷機の増置、紙面の刷新を行うと宣言した。1900年（明治33年）7月、福岡県の地方紙大手3社であった九州日報、福岡日日新聞、門司新報の3紙が、ともに1か月35銭に値上げするとの記事を掲載している。明治36年の年賀挨拶広告によれば、門司新報の本社は門司市新町二丁目1115番地となっており、下関支局、小倉支局、博多支局のスタッフの名前も挙げられている。日露戦争後の1906年（明治39年）には部数が300万部に達した。門司には、1905年（明治38年）に福岡日日新聞門司支局・報知新聞門司支局、1909年（明治42年）に九州日報門司支局が進出したが、それまでは、門司周辺地域は門司新報の独壇場であった。1908年（明治41年）3月、門司新報は8頁となった。
1908年（明治41年）12月、門司市役所が広石に移転すると、門司新報本社は1909年（明治42年）3月に新町から門司市役所跡地に移転した。近年まで山城屋があった場所である。
1911年（明治44年）1月1日から、最新式輪転機を導入し最新式活字を使用して本紙を大拡張することを報じている。

### 競争の激化
1919年（大正8年）に大阪毎日新聞が関門支局を設け、1922年（大正11年）に門司で日刊紙を印刷発行するようになり、競争が激しくなった。1923年（大正12年）に関東大震災が発生すると、東京の会社からの広告収入が入らなくなり、門司新報のような地方紙は大きな打撃を受けたと、1932年6月17日の創刊40年記念記事で回顧している。
1925年（大正14年）には大阪朝日新聞社が門司通信局を門司支局に昇格させ、『大阪朝日新聞』の付録「九州朝日」を印刷発行するようになった。この年、北九州に本社を置く新聞社は、門司新報、東洋民報、八幡新報、洞海新報、小倉新報、門司新聞、若松朝報、戸畑時事新聞の8紙であった。福岡日日新聞は、1934年（昭和9年）、関門支局から「関門特別夕刊」を発行するようになった。大阪朝日新聞は、1935年（昭和10年）、門司支局を九州支社に改組し、朝夕刊を印刷発行するようになり、大阪毎日新聞も、同じ年、関門支局を西部総局に改組し、朝夕刊を印刷発行するようになった。
門司新報社は、1937年（昭和12年）、創刊45周年記念事業として『福岡県自治産業史』を刊行した。

### 廃刊
厳しい競争に加え、1937年（昭和12年）勃発の日中戦争により言論統制が進んだこと、物資不足で新聞用紙が不足したこと、政府が一県一紙の方針をとり新聞統廃合を進めたことなどから、廃刊に至った。
門司新報は、1937年（昭和12年）6月30日の第15387号までしか残存していない。廃刊日は、1938年（昭和13年）3月15日であり、『新聞総覧』1938年版の「新報日誌」には、「門司市に於いて発行する門司新報は約五十年の歴史をすてて中央工業新聞と改題、小倉市に本社を移すこととなった」と記されている。その直後の4月13日、中央工業新聞社長の毛里保太郎が死去した。

## 閲覧
創業時と廃刊前の紙面は現存せず、途中の何か月分かも欠落しているが、大多数の紙面はマイクロフィルム化され、北九州市立図書館で閲覧することができる。また、国立国会図書館、北九州大学、北九州市立文書館、九州国際大学などにも保管されている。